# Mały Gość Niedzielny
Mały Gość Niedzielny – miesięcznik o tematyce religijnej dla dzieci i młodzieży, powstały w 1926 roku z „Gościa Niedzielnego”. Od 2015 roku miesięcznik wydaje Instytut Gość Media w Katowicach. Wcześniej wydawcą czasopisma było Wydawnictwo Kurii Metropolitalnej „Gość Niedzielny” w Katowicach. 
W gazecie zawsze znajduje się konkurs, na który odpowiedzi wysyła się pocztą bądź e-mailem. Na końcu gazety znajdują się łamigłówki i dowcipy. W środku każdego numeru znajduje się plakat z cytatem z Ewangelii.
Do 2019 roku miesięcznik zawierał dział pod tytułem „Darmowe Korepetycje”, do którego nadsyłali pocztą lub e-mailem swoje zapytania, na które na łamach gazety, strony internetowej lub mailem odpowiadała dziennikarka oraz nauczycielka języka polskiego i psycholog Iza Paszkowska. Został on zamknięty w związku z jej śmiercią. 
Od maja 2011 „Mały Gość Niedzielny" jest dostępny również w formie elektronicznej dystrybuowanej przez eGazety. 